# Никифор Костадинов
Никифор Костадинов е български художник.

## Биография
Никифор Костадинов е роден на 9 май 1932 г. в село Загражден. Израства в бедно селско семейство с двама братя и четири сестри. След отбиване на редовната си военна служба се установява в Пловдив, където попада под влиянието и учението на Златьо Бояджиев. Причислява се към школата на пловдивските майстори.
Работил е като художник на Бирена фабрика Каменица, Цигарена фабрика, Телефонен завод, Културен отдих и художествена украса – Пловдив и др., а в периода 1971 – 1976 живее и твори в СССР.
Баща е на четири деца.
Занимавал се е с обучението на деца, ученици и студенти, до смъртта си на 13 август 2016 г.

## Творчество
Никифор Костадинов работи в различни жанрове на изящните и приложни изкуства: графика, живопис, иконопис, дърворезба, кована мед и други.
Увлича се от историческите теми, свързани с българската история, като често сред неговите творби се откриват бележити личности и събития. В картините си пресъздава както всички прабългарски владетели, така и велики личности от съвременната ни история. Активно търси патриотичните теми, някои от които претворява в над 35 стенописа из българските училища.
През цялото му творчество българското село оставя силен отпечатък, селския бит и култура са една от основните теми, които пресъздава. Гордее се с произхода и семейството си, като това намира израз в картините му изобразяващи родния край, местности и събития от личния живот.
Други вълнуващи за него теми са българската жена, романтиката и пейзажа.
Придава собствен облик в иконописта и не се придържа строго към каноните.
Обича резбата и кованата мед. Доста от картините му са в собственоръчно направени резбовани рамки.
„Денят ми е хубав, когато рисувам, когато не рисувам, не ми е интересно. И ако някой ме попита какво правиш, аз казвам рисувам. Аз винаги рисувам“ – признава творецът.

## Изложби и награди
Седем самостоятелни изложби в Сливен, Пловдив и София.
Лауреат на втори, трети и четвърти републикански фестивали, носител на златен, сребърен и бронзов медал.
Носител на специалната награда на гр. Пловдив – Пълдин.
Носител на наградата на Градския народен съвет на София за плакат.